# Dresserus darlingi
Espèce
Dresserus darlingi est une espèce d'araignées aranéomorphes de la famille des Eresidae.

## Distribution
Cette espèce est endémique du Zimbabwe.

## Description
La femelle holotype mesure 14 mm.

## Systématique et taxinomie
Cette espèce a été décrite par Pocock en 1900.

## Étymologie
Cette espèce est nommée en l'honneur de James Ffolliott Darling.

## Publication originale
- Pocock, 1900 : « Some new Arachnida from Cape Colony. » Annals and Magazine of Natural History, sér. 7, vol. 6, p. 316-333 (texte intégral).